# Aixe-sur-Vienne (tổng)
Tổng Aixe-sur-Vienne là một tổng của Pháp tọa lạc tại tỉnh Haute-Vienne trong vùng Nouvelle-Aquitaine của Pháp.

## Địa lý
Tổng này được tổ chức xung quanhd'Aixe-sur-Vienne trong quận Limoges. Độ cao khu vực này là 180 m (Saint-Priest-sous-Aixe) đến 385 m (Séreilhac) độ cao trung bình trên mực nước biển là 270 m.

## Hành chính
| Giai đoạn | Ủy viên         | Đảng | Tư cách                   |
| --------- | --------------- | ---- | ------------------------- |
| 1998-2010 | Patrick Servaud | PS   |                           |
| 1934-1940 | Joseph Basset   | PRS  | Thị trưởngAixe-sur-Vienne |

## Phân chia đơn vị hành chính
Tổng Aixe-sur-Vienne được chia thành 10 xã và khoảng 16 768 người (điều tra dân số năm 1999 không tính trùng dân số).
| Xã                     | Dân số | Mã bưu chính | Mã insee |
| ---------------------- | ------ | ------------ | -------- |
| Aixe-sur-Vienne        | 5 466  | 87700        | 87001    |
| Beynac                 | 478    | 87700        | 87015    |
| Bosmie-l'Aiguille      | 2 197  | 87110        | 87021    |
| Burgnac                | 544    | 87800        | 87025    |
| Jourgnac               | 756    | 87800        | 87081    |
| Saint-Martin-le-Vieux  | 759    | 87700        | 87166    |
| Saint-Priest-sous-Aixe | 1 473  | 87700        | 87177    |
| Saint-Yrieix-sous-Aixe | 312    | 87700        | 87188    |
| Séreilhac              | 1 595  | 87620        | 87191    |
| Verneuil-sur-Vienne    | 3 188  | 87430        | 87201    |

## Thông tin nhân khẩu
| 1962                                                     | 1968   | 1975   | 1982   | 1990   | 1999   |
| -------------------------------------------------------- | ------ | ------ | ------ | ------ | ------ |
| 10 082                                                   | 11 002 | 11 957 | 14 469 | 16 136 | 16 768 |
| Nombre retenu à partir de 1962 : dân số không tính trùng |        |        |        |        |        |